# Hiroyuki Taniguchi
Hiroyuki Taniguchi (japonès: 谷口博之)  (Yokosuka, 27 de juny de 1985), és un futbolista japonès.

## Selecció japonesa
Va formar part de l'equip olímpic japonès als Jocs Olímpics d'estiu de 2008.